# فيتوريو إمانويلي الثاني
الملك فيكتور ايمانويل الثاني (بالإيطالية: Vittorio Emanuele II) (14 مارس 1820 - 9 يناير 1878)
كان ملك سردينيا من 1849 حتى 17 مارس 1861.
وفي 17 مارس 1861 حمل فيكتور ايمانويل الثاني لقب ملك إيطاليا ليصبح أول ملك لإيطاليا الموحدة منذ القرن السادس، وظل يحمل هذا اللقب حتى وفاته عام 1878. وقد منحه الإيطاليون لقب أب الوطن (بالإيطالية: Padre della Patria)

كان محط آمال الوطنيين في سردينيا، حيث كان محبذا للوحدة الإيطالية وميّالا لمبادئ الإصلاح والعمران. وزاد تعلّق الإيطاليين به أكثر عندما قام باستدعاء الزعيم الوطني كافور عام 1852 حيث سلمه رئاسة الوزراء.
وهو فيكتور ايمانويل الثاني بن ملك سردينيا تشارلز ألبرت وأبو ملك إيطاليا أومبيرتو الأول وملك إسبانيا أماديو الأول و ملكة البرتغال ماريا بيا زوجة ملك البرتغال لويس الأول.
وزوجته ملكة سردينيا أديلايد من (النمسا).

## السيرة الذاتية

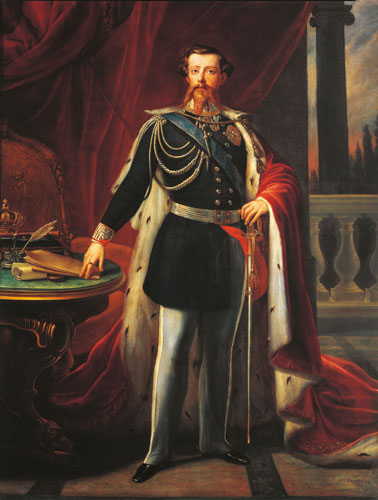
فيكتور إيمانويل الثاني عام 1849.

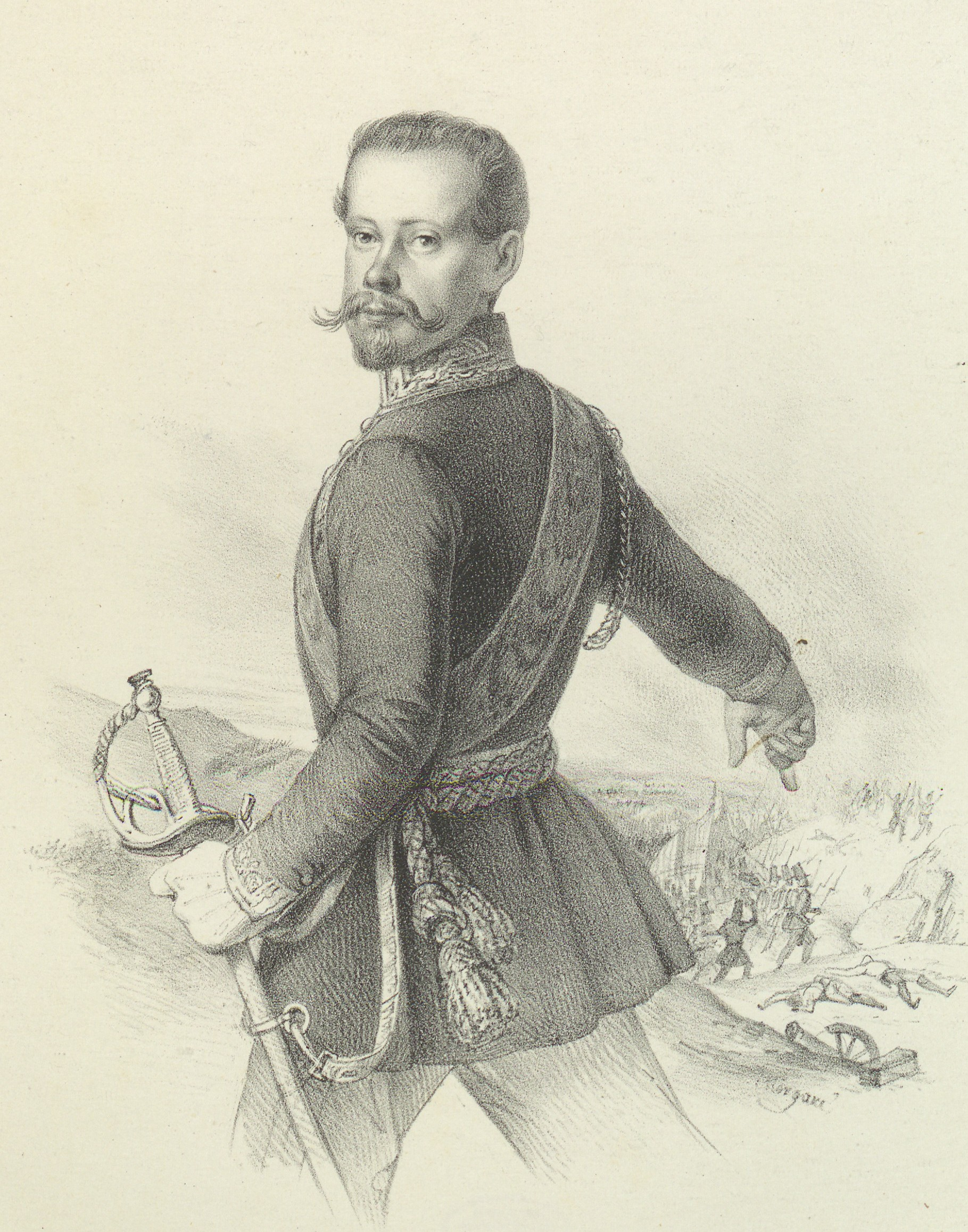
لوحة شخصية تظهر فيكتور إيمانويل في مقدمة الصورة، ومعركة في خلفيتها (1848).

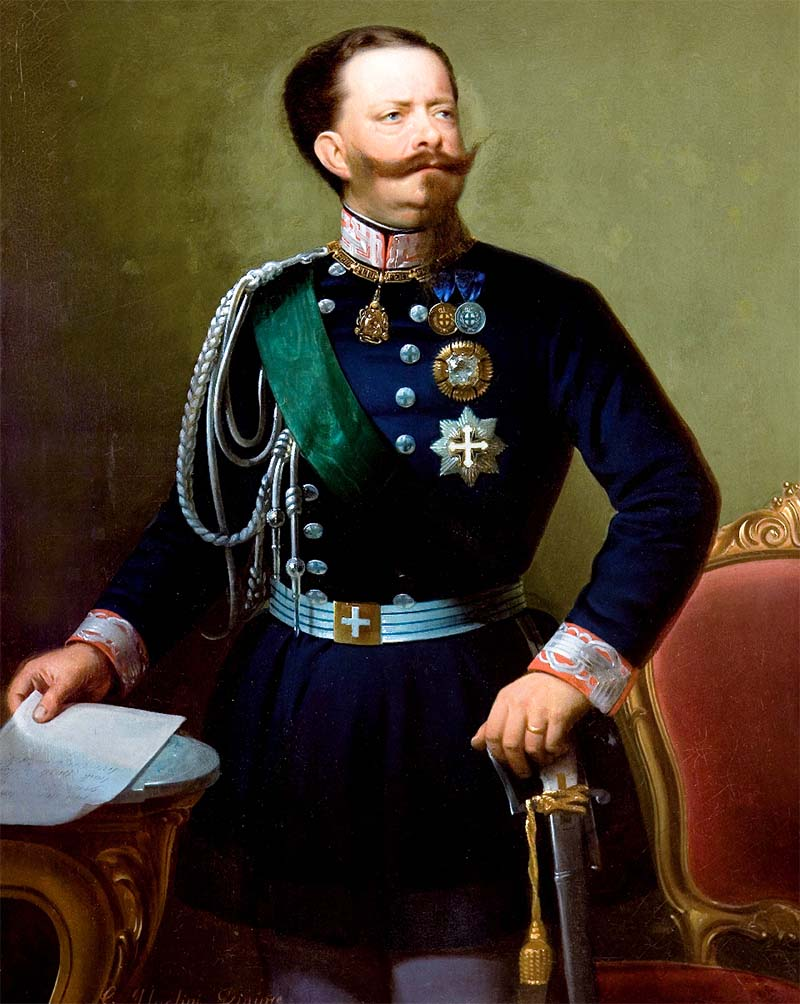
لوحة لفيكتور إيمانويل الثاني بريشة الفنان جوزيبي أغولينو.

ولد فيكتور إيمانويل ليكون الابن الأكبر لتشارلز ألبرت، أمير كارينيانو، وماريا تيريزا دوقة النمسا. في عام 1831، خلف والده أحد أبناء عمومه البعيدين، وأصبح والده ملكًا على سردينيا- بييمونتي. عاش عدة سنوات من شبابه في فلورنسا، واهتم بالسياسة والجيش والرياضة بعمر باكر. في عام 1842، تزوج من ابنة عمه، أديلايد النمساوية. منح لقب دوق سافوا قبل أن يصبح ملكًا على سردينيا- بييمونتي.
شارك في حرب الاستقلال الإيطالية الأولى (1848- 1849) تحت قيادة والده الملك تشارلز ألبرت، وقاتل في الخطوط الأمامية في معارك باسترينجو وسانتا لوسيا وجويتو وكوستوزا.
أصبح ملكًا على سردينيا- بييمونتي في عام 1849؛ عندما تخلى والده عن العرش إثر هزيمته على يد النمساويين في معركة نوفارا. تمكن فيكتور إيمانويل من عقد هدنة جيدة في فيجنال مع قائد الجيش الإمبراطوري النمساوي، جوزيف راديتزكي. ومع ذلك، لم يوافق على الهدنة مجلس نواب منطقة بييمونتي. رد فيكتور إيمانويل على ذلك بإقالة رئيس وزرائه، كلاوديو غابرييل دي لوني، ليحل محله ماسيمو دازيجليو. بعد الانتخابات الجديدة، وافق مجلس النواب الجديد على السلام مع النمسا. في عام 1849، قمع فيكتور إيمانويل ثورة حدثت في جنوة بضراوة، ووصف الثوار بأنهم: «فصيل من الرعاع الوضيعين والفاسدين».
في عام 1852، عين كاميلو بنسو كونت كافور كرئيس وزراء لسردينيا- بييمونتي. اتضحت حكمة هذا الاختيار لاحقًا؛ فقد كان كونت كافور اللاعب الرئيسي والعقل السياسي المدبر وراء توحيد إيطاليا. سرعان ما أصبح فيكتور إيمانويل الثاني رمزًا لحركة التوحيد الإيطالية في خمسينيات وأوائل ستينيات القرن التاسع عشر. تمتع فيكتور بشعبية خاصة في مملكة سردينيا – بييمونتي؛ بسبب إصلاحاته الليبرالية واحترامه للدستور الجديد.

### حرب القرم
باتباع نصيحة فيكتور إيمانويل، انضم كونت كافور إلى بريطانيا وفرنسا في حرب القرم ضد روسيا. كان كونت كافور مترددًا في خوض الحرب بسبب قوة روسيا آنذاك، آخذًا بعين الاعتبار العواقب التي سيتحملها لقاء هذه المشاركة. بالمقابل، كان فيكتور إيمانويل مقتنعًا بالفوائد التي سيجنيها من التحالف الذي أنشأه مع بريطانيا، والأهم من ذلك، مع فرنسا.
رتب كونت كافور لقاءًا سريًا مع الإمبراطور الفرنسي، بعد نجاحه في الحصول على الدعم البريطاني وتأييده لفرنسا ونابليون الثالث في مؤتمر باريس الذي عقد في نهاية الحرب عام 1856. في عام 1858، التقيا في بلومبييه لي بان (في لورين)، حيث اتفقوا على منح فرنسا نيس وسافوا إن ساعدوا بييمونتي في محاربة النمسا، التي كانت مسيطرة على مملكة لومبارديا فينيشيا في شمال إيطاليا.

## الأوسمة والتشريفات
- نيشان الدم (تونس).

## روابط خارجية
- فيتوريو إمانويلي الثاني على موقع الموسوعة البريطانية (الإنجليزية)
- فيتوريو إمانويلي الثاني على موقع إن إن دي بي (الإنجليزية)